# Johann Paul Pöhlmann
Johann Paul Pöhlmann (* 19. November 1760 in Weißenstadt; † 26. Dezember 1848 in Ostheim im Ries) war ein deutscher evangelischer Geistlicher und Pädagoge.

## Leben
Johann Paul Pöhlmann wuchs in Weißenstadt im Fichtelgebirge auf und erhielt einfachen Unterricht bis zu seinem 15. Lebensjahr. 1775 kam er nach Wunsiedel und begann dort seine Vorstudien an der dortigen Lateinschule. 1777 besuchte er das Gymnasium in Bayreuth und schloss dieses mit Auszeichnung ab. Im Herst 1780 begann er seine akademische Laufbahn an der Universität Erlangen mit dem Hauptfach Theologie, sein besonderes Interesse galt jedoch der Jugendbildung. Anregungen in der Kindererziehung und Jugendbildung fand er bei Johann Bernhard Basedow, Joachim Heinrich Campe, Christian Gotthilf Salzmann und Johann Heinrich Pestalozzi.
1784 beendete er seine akademischen Studien und gründete eine Privatschule für Höhere Bildung in Erlangen.
1788 wurde ihm durch die philosophische Fakultät in Erlangen der Doktorgrad verliehen.
Nach dem Rücktritt des Markgrafen Karl Alexander ging Ansbach-Bayreuth 1791 als Provinz in den Besitz der preußischen Krone über. Hierauf wollte Johann Paul Pöhlmann das Land verlassen, konnte jedoch durch Karl August von Hardenberg, der die Eingliederung der Provinz als preußischer Minister leitete, dazu bewegt werden, in Erlangen zu bleiben. 1805 wurde seine Privatschule in eine öffentliche Realschule umgewandelt; er blieb an dieser Schule als erster Direktor mit einem fixen Gehalt.
1800 begann er sich mit der Schriftstellerei zu beschäftigen und veröffentlichte seine ersten Werke.
1818 gab Pöhlmann auf eigenen Wunsch aus gesundheitlichen Gründen die Tätigkeit an der Schule auf. Er ließ sich ordinieren und war bis zu seinem Tod als Pfarrer in Ostheim im Ries tätig.
Er entwickelte die Pöhlmann'sche Lautiermethode, eine Lesemethode, die sich nicht an den Buchstabennamen, sondern den Lauten des gesprochenen Wortes orientiert.
1788 heiratete er, aus dieser Ehe gingen drei Söhne und eine Tochter hervor. Seine Tochter heiratete später den Kirchenrat Heinrich Stephani.

## Werke (Auswahl)
- Ein Versuch über Verbesserung der Landschulen. Frankfurt Pech 1791
- Die Kosaken oder historische Darstellung ihrer Sitten, Gebraeuche, Kleidung, Waffen und Art Krieg zu fuehren. St. Petersburg 1799
- Etwas zur Beherzigung für jeden, der sich dem Schulstande widmen will: für Aeltern und Staatenregierer. Altenburg: Rinck und Schnuphase, 1801
- Versuch einer practischen Anweisung für Schullehrer, Hofmeister und Aeltern, welche ihren Zöglingen und Kindern auf eine leichte, angenehme Weise und in kurzer Zeit zur Buchstabenkenntniß, zur Fertigkeit im Buchstabiren und Lesen verhelfen und zugleich ihren Verstand bilden wollen. Erlangen: Palm, 1801
- Die ächte Wahrsagerkunst nebst einer kurzen Lebensgeschichte des merkwürdigen Wahrsagers Bartholomäus Leberechts; eine Volksschrift. Erlangen Palm 1802
- Praktische Anweisung Kinder auf eine leichte, angenehme, und den Verstand schärfende Weise französisch lesen und sprechen zu lehren : für Aeltern, die ihre Kinder selbst lehren wollen, Sprachmeister und Gouvernantinnen. Erlangen: Palm, 1802
- Dem Geiste unsers Zeitalters angemessene Unterhaltungen eines Lehrers mit seinen Schülern über die biblischen Erzählungen. Fürth: Büreau für Literatur, 1803
- Die ersten Anfangsgründe der Geometrie als Stoff zu Denk- und Sprechübungen benützt. Fürth: Bureau für Litteratur 1804
- Ein Mittel zur Zeitersparniß beym Corrigiren dictirter Aufsätze und zur Ereichung verschiedener anderer Zwecke. Erlangen: Palm 1804
- Kurze Anweisung zum nüzlichen Gebrauch der zwölf Elementen-Tafeln des ABC- und Sylbenbuchs und des Buchstabier- und Lesebuchs: an Lehrer und Aeltern. Erlangen: Palm, 1804
- Anhang zu Pöhlmanns Schreiblectionen, enthaltend sieben Blätter Vorschriften mit Current- Kanzley- und lateinischen Buchstaben. Fürth: Büreau für Litteratur, 1804
- Praktische Anweisung, Kindern die ersten Anfangsgründe der Rechenkunst beyzubringen – Versuch einer practischen Anweisung für Schullehrer, Hofmeister und Ältern, welche die Verstandeskräfte ihrer Zöglinge und Kinder auf eine zweckmäßige Weise üben und schärfen wollen. Erlangen, 1804
- Wie lehrt man Kinder im Buche der Natur lesen? - Versuch einer practischen Anweisung für Schullehrer, Hofmeister und Ältern, welche die Verstandeskräfte ihrer Zöglinge und Kinder auf eine zweckmäßige Weise üben und schärfen wollen. Erlangen, 1804
- Gemeinschaftliche Lesetafeln nebst Unterhaltungen über den Inhalt derselben: ein Anhang zu dem ersten Bändchen des Versuchs einer practischen Anweisung Kindern zur Buchstabenkenntniß zu verhelfen. Erlangen: Palm 1805
- Practische Anweisung, Kindern die ersten Anfangsgründe der Rechenkunst auf eine anschauliche, den Verstand in Thätigkeit setzende und leichte Weise beyzubringen. Erlangen: Palm 1807
- Kurzer Unterricht in den im bürgerlichen Leben, außer der Regeldetri, am häufigsten vorkommenden zusammengesetzten Rechnungsarten: nebst populären Auflösungen vieler algebraischer Aufgaben, für Stadt- und Landschullehrer. Erlangen: Palm, 1808
- ABC- und Lesebuch. Nürnberg: Campe, 1809
- Agnes und ihre Kinder: ein Lesebuch zur Erzeugung religiöser Gesinnungen bey 6-8jährigen Kindern. Nürnberg: Campe 1809
- Anweisung für Schullehrer zum rechten Gebrauch meiner Fibel und der damit in Verbindung stehenden Lesemaschine. Nürnberg: Campe 1809
- D. J. P. Pöhlmanns Fibel: in Verbindung mit einer wohlfeilen und in öffentlichen Schulen sehr brauchbaren Lesemaschine stehend. Nürnberg: Campe 1809
- Das Gemeinnützlichste aus der deutschen Sprachlehre als Stoff zu Denk- und Sprechübungen. Erlangen Palm 1813
- Erstes Buch für Anfänger im Lernen. Erlangen: Palm 1814
- Die ersten Anfangsgründe der Geometrie als Stoff zu Denk- und Sprechübungen benützt : zum Gebrauche für ungeübte Lehrer in Bürgerschulen und den untern Classen der Gymnasien herausgegeben. Unterhaltungen eines Lehrers mit seinen Schülern über stereometrische Wahrheiten. Erlangen: Palm, 1815
- D. J. P. Pöhlmanns Beschreibung seiner neu erfundenen Lesemaschine: mit 4 Holzschnitten und einem Anhange. Erlangen: Palm, 1817
- Neues französisches Elementarwerk. 3. Band  Enthaltend das elementarische Lesebuch der französischen Sprache für Kinder. Erlangen: Heyder 1817
- Neues französisches Elementarwerk. 5, Enthaltend die kleine Grammatik für die ersten Anfänger im Französischen. Erlangen: Heyder 1817
- Der Erzähler in langen Winterabenden. Erlangen 1818
- Die Declinationen und Conjugationen der deutschen Sprache. Erlangen: Palm und Enke 1818
- Meine Schreiblectionen, oder praktische Anweisung für Schullehrer, welche den ersten Unterricht im Schönschreiben zugleich als Verstandesübung benützen wollen. Nürnberg: Campe 1818
- Sammlung von unterhaltenden und lehrreichen Gedichten für die Jugend. Erlangen J. J. Palm und E. Enke 1818
- Anhang zu seinem Rechenbuche: für die Besitzer der ersten und zweyten Auflage desselben. Leichtfaßlicher Unterricht im Rechnen mit Decimalbrüchen. Erlangen: Palm 1819
- Blumenlese zur Verbreitung mythologischer Kenntnisse : ein Lesebuch für die obern Klassen höherer Mädchenschulen. Erlangen: Palm und Enke 1819
- Das Gemeinnützlichste aus der deutschen Sprachlehre als Stoff zu Denk- und Sprechübungen benützt. Erlangen: Palm 1819
- Die Hausthiere : Ein angenehmes Unterhaltungsbuch für die Jugend : Mit Kupfern. Nürnberg: Riegel und Wießner 1819
- Die Präpositionen der deütschen Sprache als Stoff zu Denk- und Sprechübungen benützt : Ein Hilfsbüchlein für ungeübte Lehrer in Bürgerschulen. Erlangen: Palm und Enke 1819
- Leichtfaßlicher Unterricht in der Lehre von den Quadrat- und Cubikzahlen für Selbstlehrlinge : ein Anhang zu seinem Rechenbuche. Erlangen: Palm und Enke 1819
- Unterhaltende und belehrende Sammelschrift für die Jugend. Erlangen: Palm und Enke 1819
- Der fragende Elementarlehrer. Erlangen 1820
- Der sich selbstübende Denkleseschüler. Erlangen: J. J. Palm und Ernst Enke 1820
- Die Hauptsätze der christlichen Glaubenslehre : mit Liederversen und Bibelsprüchen ; ein Anhang zum kurzen Unterricht in der christlichen Sittenlehre in gereimten Fragen und Antworten. Erlangen: Palm und Enke 1820
- Kurtzer Unterricht in der christlichen Sittenlehre in gereimten Fragen und Antworten mit beigefügten Bibel-Sprüchen und Sprichwörtern für die Jugend in Volksschulen. Erlangen: Palm und Enke 1820
- Das Gemeinnützlichste aus der deutschen Sprachlehre als Stoff zu Denk- und Sprechübungen benützt . Erlangen Palm 1821
- Der Lichtfreund : ein Lesebuch zur Bekämpfung des Aberglaubens. Erlangen 1822
- Der warnende und belehrende Volksfreund Ein Exempelbuch für Geistliche und Schullehrer, (und ein) Lesebuch für jedermann, welches Alters, Geschlechtes, Standes und Glaubensbekenntnisses er sey. Erlangen Palm'sche Verlagsbuchhandlung 1824
- Aeneas : Ein zur Ausübung der Pflichten des vierten Gebotes ermunterndes Lesebuch. Mit Kupfern. Nürnberg 1825
- Neue Fragen an Kinder, die man im Denken und richtigen Sprechen üben will : Ein Hilfsbüchlein für Elementarlehrer und gute Mütter. Erlangen Heyder 1826
- Zuschrift der armen Hosengespannten an ihren Hosenspanner, nebst Winken zur Lehre und Warnung aller unberufenen und lieblosen Hosenspanner, um den so nützlichen Schulstand vor fernerähnlichen Verunglimpfungen zu bewahren. Stuttgart: Sonnenwald 1826
- Zweckmäßig eingerichtetes Französischen ABC-Buch. Erlangen: Heyder 1826
- Die Kunst der natürlichen Hexerei oder Anleitung zu den auserlesensten Arten von Zahlen- Karten- und sonstigen Kunststücken. Nürnberg: Zeh 1832
- Die Giftgefahren, welche das Leben täglich bedrohen : in vielen Beispielen dargestellt, nebst Angabe der Mittel und illuminirter Abbildung der Giftpflanzen. Nördlingen : Beck, 1837.
- Geist und Kraft des Vaterunsers : Ein Andachtsbuch für christliche Familien. Nürnberg: Zeh 1839.
- Der junge Zauberer, oder, Die Kunst der natürlichen Hexerei : eine leichtfassliche Anleitung zu den auserlesensten Arten von Zahlen-, Karten- und sonstigen leicht ausführbaren Kunststücken für die Jugend. Nürnberg: Verlag der C. H. Zeh'schen Buchhandlung 1842
- D. J.P. Pöhlmanns Elementarbuch. Nürnberg: Campe o. J.